# Casspir
Casspir ist ein minengeschützter gepanzerter Truppentransporter mit Allradantrieb aus Südafrika. Der ursprünglich vierrädrige Radpanzer (Antriebsformel 4×4) ist bereits seit 1979 im Dienst und im Kampfeinsatz erprobt. Hergestellt wird das Fahrzeug heute unter anderem von OMC Land Systems, einer südafrikanischen Tochter des Rüstungskonzerns BAE Systems, mittlerweile auch als 6×6-Version.

## Beschreibung

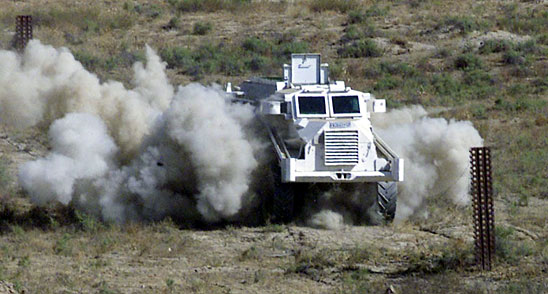
Casspir mit Stahlrädern beim Minenräumen auf der US-Basis Bagram in Afghanistan, etwa 2003

Der Radpanzer kann eine Besatzung von zwei Mann und zwölf weitere Soldaten inklusive Ausrüstung aufnehmen. Der passive Schutz vor Landminen wird durch das Design des Casspir ermöglicht. Die Kabine und der Motor des Fahrzeugs liegen verhältnismäßig hoch über dem Boden, so dass eine Beschädigung der Fahrgastzelle und eine resultierende Tötung oder Verwundung der Insassen durch eine Minenexplosion unter dem Fahrzeug weitestgehend ausgeschlossen ist. Das Fahrzeug hat eine Bodenfreiheit von 410 mm und kann 1,06 m breite Gräben überschreiten. Zusätzlich trägt der V-förmig gestaltete mittlere Teil der Fahrzeugwanne (V-hull) zum Schutz der Besatzung bei, indem er die Wucht einer Explosion zur Seite ablenkt. Neben diesen konstruktiven Schutzmaßnahmen verfügt der Casspir über eine Panzerung. Hierdurch wird zum einen die Minensicherheit weiter erhöht und zum anderen auch Schutz gegen den Beschuss mit Handfeuerwaffen geboten. Als besondere Vorzüge des Casspir gelten seine Widerstandsfähigkeit gegen Minen und die meist einfache Reparatur im Feld. Bis zum Erscheinen der diversen Nachbauten und Weiterentwicklungen wie des US-Buffalo in den 2000er Jahren war er das einzige militärische Allzweckfahrzeug mit einem Minenschutz der Stufe 3, der wichtige Fahrzeugkomponenten wie den Motor mit einschließt. Daher wird der Casspir nicht nur bei den Streitkräften vieler Staaten eingesetzt, sondern auch von Hilfsorganisationen. Diese verwenden ihn u. a. auch zur Minenräumung in besonders stark verminten Regionen der Welt.
In den Tagen der südafrikanischen Apartheid war der Casspir sehr häufig zu sehen. In den Townships wurde er bei der Auflösung von Protesten und Niederschlagung von Unruhen eingesetzt. Auch die Spezialeinheit Koevoet setzte ihn zur Bekämpfung von Aufständischen der SWAPO in Südwestafrika (heute Namibia) ein. Er gehört auch zur Ausrüstung des nach dem Ende der Apartheid gegründeten South African Police Service.

## Varianten
- Casspir Mk. 1
- Casspir Mk. 2
- Casspir Mk. 2C (I)

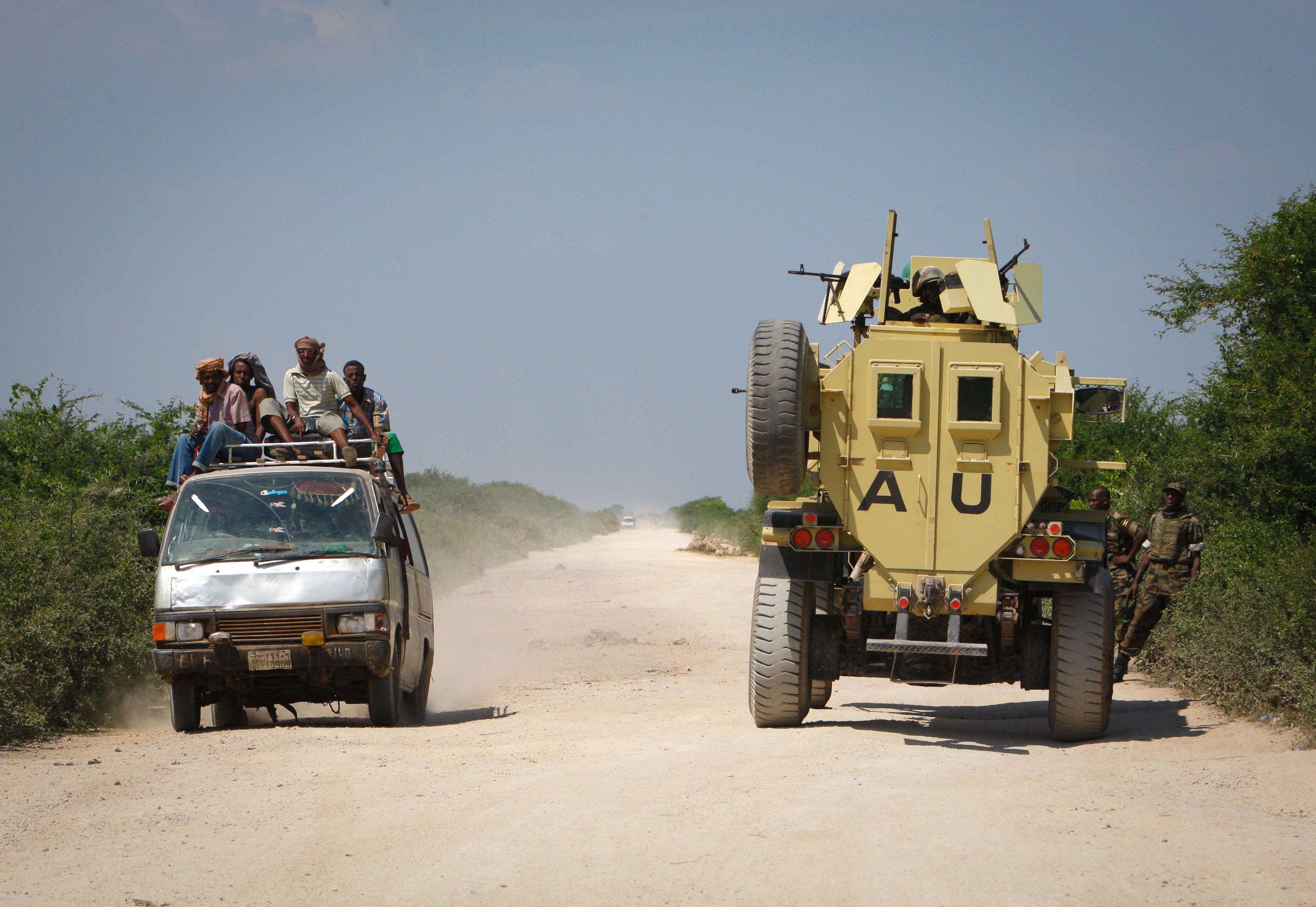
Der durchgehend V-förmige Unterboden lenkt die Wucht einer Minenexplosion zum Schutz von Insassen und Fahrzeug zur Seite ab, weswegen das Fahrzeug noch heute eingesetzt wird, z. B. vom US-Militär, von zivilen Hilfsorganisationen, oder wie hier von der Afrikanischen Union 2012.

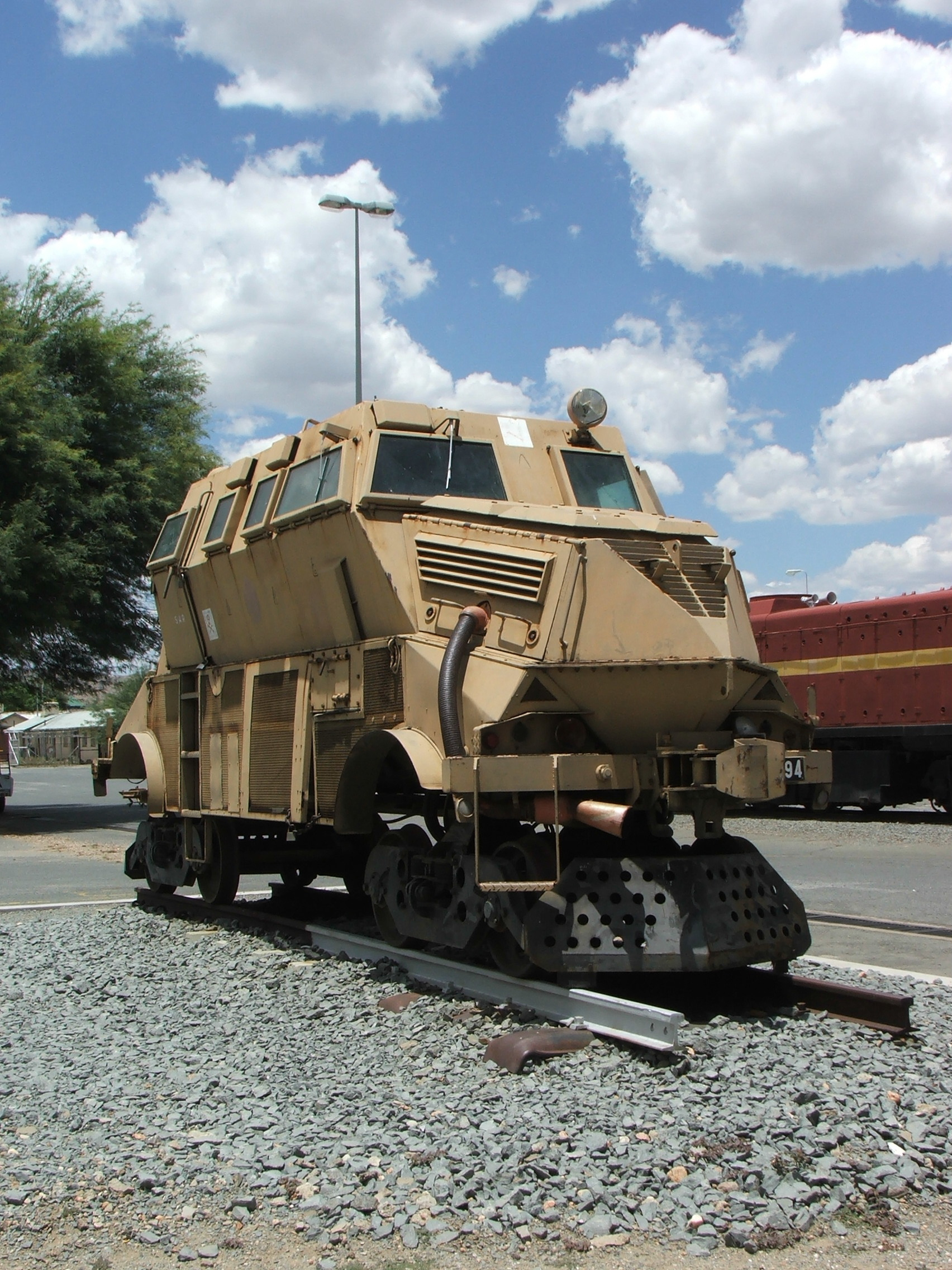
Ein Casspir, als gepanzertes Schienenfahrzeug der SAP in Südwestafrika genutzt

- Casspir Mk. 3: 170 PS (127 kW) ADE-352T 6-Zylinder-Turbo-Diesel
- Casspir Mk. 6: Neuentwicklung von 2011 in 6×6 Ausführung oder 4×4[1]
- Buffalo: 6×6-Variante der US-Armee, basierend auf dem Casspir

## Nutzerstaaten
Daten aus
- Ägypten
- Angola
- Benin
- Burundi
- Demokratische Republik Kongo
- Dschibuti
- Elfenbeinküste
- Ghana
- Indien
- Indonesien
- Irak
- Malawi
- Mali
- Mosambik
- Namibia
- Nepal
- Peru
- Saudi-Arabien
- Senegal
- Sierra Leone
- Somalia
- Südafrika
- Tansania
- Uganda
- Vereinigte Staaten

## Sonstiges
Im Rahmen einer Ertüchtigungsinitiative wurden die Streitkräfte Malis durch Deutschland im Juli 2019 mit 29 Fahrzeugen ausgestattet.